# Гетто в Белхатуве
Гетто в Белхатуве — еврейское гетто, созданное нацистами в период оккупации Польши во время Второй мировой войны в городе Белхатув. Существовало в период с февраля-марта 1941 года по 11 августа 1942 года.

## История
Нацисты захватили Белхатув в сентябре 1939 года. Оккупанты начали преследовать евреев сразу же после того, как зашли в город. Под предлогом поиска оружия они разграбили их имущество. Евреев заставляли прыгать с крыш, топили в воде, жестоко избивали. Нацисты сожгли синагоги. Немцы заставляли евреев есть некошерные солдатские пайки, держать в руках горячие угли, штыками сбривали им бороды.
Согласно официальной переписи в Белхатуве в 1939 году проживало порядка 5000—5500 евреев. Однако в реальности из-за беженцев их число достигало 6000 человек. В сентябре-октябре 1939 года нацисты приказали создать первый юденрат. Его председателем назначили Михаэля Якобовича. 2 июля 1941 года был сформирован новый состав юденрата, возглавил который Й. Эрлих. Последним эту должность занимал Тополович.

## Гетто
Гетто в Белхатуве нацисты организовали в феврале-марте 1941 года. Среди его узников было более 500 детей. Гетто было расположено между нынешними улицами Фабричной, Пабяницкой, Сенкевича, Пилсудского и площадью Нарутовича.
Гетто не было закрытым. Но нацисты запретили евреям выходить на «арийские» улицы, на другие улицы узникам разрешалось выходить только в определённое время. Плотность населённости гетто была очень высокой, поскольку многие дома были сожжены или же отданы немцам и полякам. Перенаселённость сказалась на санитарных условиях в гетто. Помимо этого были повреждены многие колодцы, из-за нехватки топлива не работала баня, городская аптека была открыта для евреев всего один час в день. В гетто не было больницы. На 6000 узников было всего два врача. Когда в 1942 году началась эпидемия тифа, юденрату было разрешено привезти еще одного доктора.
Евреи из гетто, благодаря тому, что оно не было закрытым имели возможность тайно работать в городе. Часть узников зарабатывала себе на жизнь контрабандой и незаконной торговлей. Многие евреи из гетто в Белхатуве работали на немцев. Например, на бывшей трикотажной фабрике Дзеловки, где оккупанты устроили большое швейное производство, оснащенное отобранными у узников швейными машинками. В декабре 1940 года здесь работало 182 еврея. На фабрике шили в основном продукцию для немецкой армии. Евреев отправляли на тяжелые принудительные работы. Например, их заставляли чистить от снега улицы зимой или отправляли в близлежащие поселения. В этом последнем случае и без того очень небольшая зарплата евреев шла в городскую в городскую казну Белхатува.
19 августа 1941 года начались депортации евреев из гетто в трудовые лагеря. В этот день всем узникам мужского пола от 18 до 45 лет было приказано собраться на бывшем заводском дворе. Таковых набралось около 2000 человек. Немецкие чиновники отобрали из них 250 человек. Утром 21 августа они были отправлены в лагеря в районе Познани. Через три недели евреев снова заставили собраться на площади. В результате этих двух акций, от 450 до 700 мужчин были отправлены в лагеря.
К 1942 году отношение властей к евреям начало существенно ужесточаться. Чтобы отделить евреев, их начали выселять из домов, где большую часть жителей составляли поляки и немцы. К января 1942 года швейная фабрика, работавшая в гетто, перестала получать заказы от немецкой армии. Увеличилось количество убийств евреев оккупантами. Жестко наказывались контрабандисты. Так в марте 1942 года были повешены 10 евреев, заподозренные в контрабанде.
Продолжались обыски, избиения, похищения узников. С помощью еврейской полиции оккупанты весной 1942 года депортировали из гетто около 400 узников. По одним данным, это были старики, дети и больные, которых отправили на уничтожение. По другой — этих евреев отправили в трудовые лагеря. В начале июня 1942 года немецкие власти вновь приказали всем мужчинам гетто собраться на площади. Однако никто из них не пришел. В результате нацисты взяли в заложницы 20 евреек, привезли их в трудовой отдел, где раздели догола и избили дубинками.
13 июня 1942 года в Лодзинское гетто из Белхатува было вывезено 115 евреев, среди которых были старые и больные.

## Ликвидация гетто
Ликвидация гетто в Белхатуве началась 11 августа 1942 года. Незадолго до этого был расстрелян председатель местного юденрата Тополович. Гетто окружила немецкая полиция. Евреев полуголыми сгоняли во двор синагоги. Часть из тех, кто попытался бежать были расстреляны. Еврейской полиции было приказано собрать всех стариков, больных и детей на улице Злов, после чего их на телегах увезли в лагерь смерти Хелмно. 852 мужчины были погружены в вагоны и отправлены в Лодзинское гетто.
От оставшихся отделили группу из 150—200 крепких мужчин, которых отправили на приведение в порядок еврейского квартала. Часть евреев загнали в синагогу и держали там три дня без еды и воды. Вскоре оставшиеся около 5000 узников гетто в Белхатуве были отправлены в лагерь смерти в Хелмно.